# Lilla Turányi
Lilla Turányi (Boedapest, 20 december 1998) is een voetbalspeelster uit Hongarije. Ze speelt als verdediger voor Bayer 04 Leverkusen in de Bundesliga.

## Clubcarrière
Lilla Turányi begon haar voetbalcarriere bij Kistarcsai VSC in 2009. In 2013 stapte ze over naar de jeugdopleiding van MTK Hungaria. Vanaf het seizoen 2016/17 kwam ze uit voor de hoofdmacht van MTK Hungaria in de Női NB I, het hoogste niveau van Hongarije. In 2017 en 2018 werd ze met haar club kampioen van de Női NB I. In het seizoen 2017/18 en 2018/19 deed Turányi met haar club mee aan de kwalificaties voor de Champions League, maar wist ze niet door te stoten naar de volgende ronde.
In de zomer van 2020 maakte Turányi de overstap naar het Duitse Bayer 04 Leverkusen. In Leverkusen tekende ze een tweejarig contract. Op 6 september 2020 maakte Turányi haar debuut in de Bundesliga door in de basis te starten in een 2-1 uitoverwinning op SC Freiburg. Turányi tekende een nieuw contract waardoor ze ook in het seizoen 2022/23 en 2023/24 voor de club uitkwam. Op 12 maart 2023 maakte Turányi in een thuiswedstrijd tegen VfL Wolfsburg haar eerste doelpunt in de Bundesliga. Ze bepaalde in de 93ste minuut, op aangeven van Elisa Senß, de eindstand op 1-4. 

## Statistieken
| Seizoen | Club                | Competitie | Competitie | Competitie | Beker | Beker | Overig | Overig | Totaal | Totaal |
| Seizoen | Club                | Competitie | Wed.       | Dlp.       | Wed.  | Dlp.  | Wed.   | Dlp.   | Wed.   | Dlp.   |
| ------- | ------------------- | ---------- | ---------- | ---------- | ----- | ----- | ------ | ------ | ------ | ------ |
| 2020/21 | Bayer 04 Leverkusen | Bundesliga | 22         | 0          | 1     | 0     | 0      | 0      | 23     | 0      |
| 2021/22 | Bayer 04 Leverkusen | Bundesliga | 17         | 0          | 2     | 0     | 0      | 0      | 19     | 0      |
| 2022/23 | Bayer 04 Leverkusen | Bundesliga | 19         | 1          | 1     | 1     | 0      | 0      | 20     | 2      |
| 2023/24 | Bayer 04 Leverkusen | Bundesliga | 17         | 1          | 3     | 0     | 0      | 0      | 20     | 1      |
| Totaal  | Totaal              | Totaal     | 75         | 2          | 7     | 1     | 0      | 0      | 76     | 3      |

Bijgewerkt t/m 1 mei 2024.

## Interlandcarriere
Lilla Turányi kwam als jeugdinternational uit voor Hongarije uit. Dit deed ze onder andere in de kwalificatiereeks voor het EK 2016.
Op de Cyprus Women's Cup 2018 maakte Turányi haar debuut voor het seniorenteam van Hongarije in een wedstrijd tegen Zuid-Afrika. Op 22 september 2020 maakte Turányi in een 5-0 overwinning op Letland haar eerste twee interlanddoelpunten.
1 Voll ·
2 Ostermeier ·
3 Friedrich ·
4 Bragstad ·
5 Levels ·
6 Piljić ·
7 Kramer ·
8 Bartz ·
9 Kehrer ·
10 Hansen ·
11 Kögel ·
12 Mickenhagen ·
13 Haim ·
14 Bragstad ·
16 Zdebel ·
17 Jorde ·
18 Vilhjálmsdóttir ·
19 Bender ·
20 Gonzalez ·
21 Marin ·
23 Bodoy ·
24 Turányi ·
27 Repohl ·
28 Menglu ·
27 Daedelow ·
34 Moll ·
56 Vidal ·
Coach: Pätzold